# Célestin Lavigueur
Pour les articles homonymes, voir Lavigueur.
Célestin Lavigueur ou Jean-Célestin Lavigueur, né le 19 janvier 1831 à Québec et mort le 11 décembre 1885 à Lowell dans le Massachusetts, est un musicien et compositeur québécois.

## Biographie

### Jeunesse et Éducation
Célestin Lavigueur est le fils de Jean Delage, dit Lavigueur, et de Marguerite Douglas. Il fréquente le Petit Séminaire de Québec, mais il arrête les études pour se livrer entièrement à la musique. Il apprend le violon auprès d’un violoniste amateur, François Huot, qui sera son seul professeur. Il apprend plusieurs autres instruments de manière autodidacte, sans formation musicale formelle. 

### Carrière
Dès l'âge de 22 ans, il est invité à enseigner au Petit Séminaire de Québec. Il y enseigne le piano, le violon et divers instruments à vent de 1853 à 1881.
En plus d’être un interprète de renom, il compose 3 opéras, La fiancée des bois, Un mariage improvisé et Les enfants du manoir, ainsi que des chants de circonstances, comme La Huronne en 1861 et la chanson patriotique O Canada, beau pays, ma patrie publiée à Québec par Bernard & Allaire en 1880. Cette dernière ne doit pas être confondue avec la chanson Ô Canada de Calixa Lavallée, publiée la même année et qui devient l’hymne national canadien en 1980.
En 1881, il quitte la Ville de Québec pour s’installer avec sa famille à Lowell, dans le Massachusetts. Il participe à la scène musicale franco-américaine locale en présentant ses compositions. 
En 1885, il est appelé à rejoindre l’Académie des Muses Santones de France. 
Il meurt le 11 décembre 1885.

### Vie personnelle
Il se marie à Mary Childs, en 1863, avec qui il a quatre enfants; Émile Lavigueur, violoniste, Virginie Odilon Drouin, Eva Edmond Valin et Henri-Edgar Lavigueur, maire de Québec de 1916 à 1920.